# 大卫·詹姆斯
大衛·占士英語：，1970年8月1日—），英格蘭職業足球員，司職守門員。

## 生平
這名球員在英超經驗相當豐富，起先效力英超老牌球會利物浦。1999年轉會，最先效力阿斯顿维拉，之後轉到西汉姆联。在韋斯咸於2004年宣佈降級後，他被曼城收購。2006年曾轉會到樸茨茅夫。
占士乃英格蘭國家隊的主力門將，但表現上卻向來被視為欠缺穩定。如在1999年他在利物浦正因失球頻頻，令利物浦只能在聯賽排第七，失去參加歐洲賽資格，結果當屆他被賣到去阿士東維拉。雖然轉會後第一季表現穩定下來，但後勁不繼。其後多次轉會，原因皆是表現不穩定，輾轉效力韋斯咸及曼城。2006年夏季以120萬英鎊轉投樸茨茅夫。
2007年4月21日，占士在英超聯賽作客以0-0賽和阿士東維拉後，他以142場創造英超歷來最多不失球比賽的門將，打破前英格蘭國腳門將施文的紀錄，占士同時保持自超聯成立後守門員在聯賽出場次數紀錄（截至2008年2月2日15年來共上陣 501 場）及被射入最多次數。於2008年1月30日作客曼聯役，詹姆斯成為第三名打破500場超聯出場紀錄的球員，僅次於史必及傑斯。
占士曾於1999年擔任乔治·阿玛尼（Giorgio Armani）的模特兒。近年占士私人聘請心理學家基夫·鮑華（Keith Power）來改進心理素質。
2010年夏季飽受財困的樸茨茅夫降班英冠，在季後約滿的球隊隊長占士表示希望承繼離隊的艾林·格蘭擔任領隊一職，但球隊只願提供一紙球員合約，占士拒絕而成為自由球員。因正選門將離隊的及受傷的新特蘭均表示有意羅致他。
2010年7月30日占士出人意表選擇加盟英冠球會布里斯托城，兩天後滿40歲的他簽約一年，並可優先續約一年。2011年2月11日他在布里斯托城上陣滿30場後，啟動合約條款獲續約一年。

## 逸事
占士訪港參與2024年賀歲盃時透露自己有一名來自香港的女伴並現定居英國。

## 榮譽
屈福特
- 英格蘭足總青年盃冠軍：1989年；

利物浦
- 英格蘭聯賽盃冠軍：1995年；
- 英格蘭足總盃亞軍：1996年；

阿士東維拉
- 英格蘭足總盃亞軍：2000年；

樸茨茅夫
- 巴克莱英超亚洲杯冠軍：2007年；
- 英格蘭足總盃冠軍：2008年；
- 英格蘭足總盃亞軍：2010年；

## 外部連結
- 大卫·詹姆斯 – FIFA國際賽競賽紀錄 (存檔)
- 大卫·詹姆斯在互联网电影资料库（IMDb）上的資料（英文）
- 足球数据库：大卫·詹姆斯的球员统计数据
- 大卫·詹姆斯簡歷（页面存档备份，存于） - BBC
- 大卫·詹姆斯簡歷（页面存档备份，存于） - ESPN Soccernet
- 大卫·詹姆斯基金（页面存档备份，存于）
- 英格蘭足總：大卫·詹姆斯（页面存档备份，存于）